# 民權路 (中壢區)
24°57′37″N 121°13′03″E / 24.9601881°N 121.21745°E
民權路為臺灣桃園市中壢區之聯外道路之一，全線以共分為五段。起於長安街；止於埔頂埤，銜接華興路二段。元化路二段與新明路以北路段隸屬桃45線的一部分。

## 沿經行政區域
- 桃園市
  - 中壢區

## 分段
(由南至北)
- 民權路:長安街-三光路
- 民權路二段:三光路-國道一號
- 民權路三段:國道一號-文興路
- 民權路四段:文興路-永園路一段
- 民權路五段:永園路一段-埔頂埤

## 車道配置
- 全線:雙向各一車道

## 主要節點
(由南至北)
- 中正路
- 中山路
- 中央西路二段
- 元化路二段與新明路
- 三光路
- 環西路二段與環北路
- 中豐北路二段
- 領航南路一段
- 高鐵南路二段
- 洽溪路
- 領航北路二段
- 永園路一段

## 沿線設施
(由南至北)
- 桃園市立網球場(民權路311號)[1]
- 光明公園[2]
- 古華花園飯店(民權路398號)[3]